# Chitobe
A vila de Chitobe é a sede do distrito de Machaze em Moçambique, e de um dos dois postos administrativos que compõem este distrito. Apresenta uma elevação estimada de 238 metros acima do nível do mar o que a confere uma topografia maioritariamente plana.

### Divisão administrativa
O posto administrativo está dividido em cinco localidades:
- Machaze-Sede
- Bassane
- Chipudje
- Chimbia
- Mutanda

### Infra-estruturas públicas
Nesta vila existem instituições do Estado para servir a população, com destaque para o Hospital Distrital de Machaze inaugurado a 2 de Novembro de 202, o qual foi concebido para atender cerca de 148 mil habitantes. Existe também o Instituto Politécnico de Machaze, o qual ministra cursos médios profissionalizantes.